# Eriachne avenacea
Eriachne avenacea là một loài thực vật có hoa trong họ Hòa thảo. Loài này được Robert Brown mô tả khoa học đầu tiên năm 1810.